# Юліус Шеке
Юліус Шеке (словац. Július Szőke; угор. Gyula Szög; нар. 1 серпня 1995, Гнуштя, Словаччина) — словацький футболіст угорського походження, півзахисник клубу «Шахтар» (Солігорськ).

## Клубна кар'єра
Свою дорослу кар’єру розпочав 2012 року в клубі другого словацького дивізіону «Спорт» (Подбрезова). У 2014-2015 роках виступав в оренді в клубах словацької Суперліги «Ружомберок» та ВіОн. У липні 2015 року повернувся до «Спорту», а на початку 2016 року перейшов у казахський клуб «Шахтар» (К) з Караганди, куди його запросив головний тренер Йозеф Вукусич, який працював з півзахисником у «Ружомбероку». 21-річний словак з угорським корінням за два місяці навчився розмовляти російською за допомогою тренера по ОФП чеха Міхала Лацена і вдало виступив в новому для себе чемпіонаті. Зіграв 29 матчів, відзначився трьома голами, у тому числі й двома переможних на виїзді у вересні проти «Жетису» й «Акжайика», але отримав 7 жовтих карток. Після успішного для гравця сезону 2016 року контракт продовжили ще на рік. У сезоні 2017 Юліус зіграв 26 матчів у чемпіонаті і відзначився двома переможними голами влітку проти «Окжетпеса» й «Ордабаси», отримав 9 жовтих карток. У Кубку провів три поєдинки, але в півфіналі карагандинці програли «Атирау». Однак потім в команді, яка зайняла лише 7 місце, розпочалася чехарда з керівництвом, головними тренерами й контракт з Секе на 2018 рік не продовжили.
У січні 2018 року підписав 2-річний контракт з білоруським клубом «Шахтар» із Солігорська. У солігорській команді став стабільним гравцем стартового складу. У жовтні 2019 року продовжив контракт із солігорцями до 2021 року.

## Кар'єра в збірній
Виступав за юнацьку та молодіжну збірні Словаччини.

## Досягнення
«Шахтар» (Солігорськ)
- Білоруська футбольна вища ліга
  -  Чемпіон (2): 2020, 2021
  -  Срібний призер (1): 2018
  -  Бронзовий призер (1): 2019

- Кубок Білорусі
  -  Володар (1): 2018/19

- Суперкубок Білорусі
  -  Володар (1): 2021

- У списку 22-ох найкращих футболістів чемпіонату Білорусі (1): 2018

«Аріс» (Лімасол)
- Чемпіонат Кіпру
  -  Чемпіон (1): 2022/23

- Суперкубок Кіпру
  -  Володар (1): 2023

«Слован» (Братислава)
- Чемпіонат Словаччини
  -  Чемпіон (1): 2024/25